# Litopus semiopacus
Litopus semiopacus är en skalbaggsart som beskrevs av Leon Fairmaire 1887. Litopus semiopacus ingår i släktet Litopus och familjen långhorningar. Inga underarter finns listade i Catalogue of Life.